# Eustigmatophyceae
Eustigmatophyceae är en klass encelliga alger som tillhör gruppen heterokonter. Klassen innehåller den enda ordningen Eustigmatales som innehåller 5 familjer och totalt 35 arter. De flesta arter är limniska eller terrestra, men några arter är marina.  De fotosyntetiserande pigmenten är klorofyll a tillsammans med betakaroten och xantofyllerna violaxantin och vaucheriaxantin. Violaxantin är det viktigaste pigmentet för att absorbera solljus. Eustigmatofyterna, är unika bland de fotosyntetiserande heterokonterna genom att sakna klorofyll c. I likhet med gulgrönalgerna saknas även fukoxantin. Algerna har en gulgrön färg.

## Cellstruktur
Algerna är ofta klotformiga, men Nannochloropsis salina är snarare cylindrisk. Cellväggen består av cellulosa. Kloroplastens membran är förbundet med det endoplasmatiska nätverket. Familjen Pseudocharaciopsidaceae har zoosporer med två flageller, medan zoosporer hos familjen Eustigmataceae har en flagell. Familjerna Chlorobotryaceae och Monodopsidaceae saknar zoosporer.

## Systematik
Före 1970-talet, räknades eustigmatofyterna in i klassen gulgrönalger, Xanthophyceae. Men den unika kombinationen av fotosyntespigment och ultrastrukturella drag gjorde att eustigmatofyterna fick sin egen klass. Denna uppdelning har också bekräftats på senare tid av DNA-data. Molekyläbiologiska metoder bekräftar också att Eustigmatophyceae är en monofyletisk grupp.() Det är möjligt att fler arter kan komma att flyttas över från Xanthophyceae till Eustigmatophyceae i framtiden.
Eftersom de olika arterna ofta är svåra att skilja åt i såväl ljusmikroskop som elektronmikroskop krävs ofta DNA-analyser för att kunna särskilja arterna. Dessutom är sexuell fortplantning okänd hos exempelvis Nannochloropsis. Dessa faktorer har gjort att det molekylära artbegreppet blivit allt mer aktuellt för att definiera begreppet art inom klassen.

## Användning
Släktet Nannochloropsis är traditionellt känt från marina miljöer. Då Nannochloropsis växer fort och förmår tillverka unika fettsyror används algen inom det kommersiella havsbruket. till exempel används arten Nannochloropsis oculata kommersiellt som föda åt hjuldjur, vilka sedan utgör föda för fiskyngel. Nannochloropsis används också som föda åt skaldjur. Flera distinkta varianter av Nannochloropsis limnetica har på senare år funnits i sötvatten.